# Minirotonde

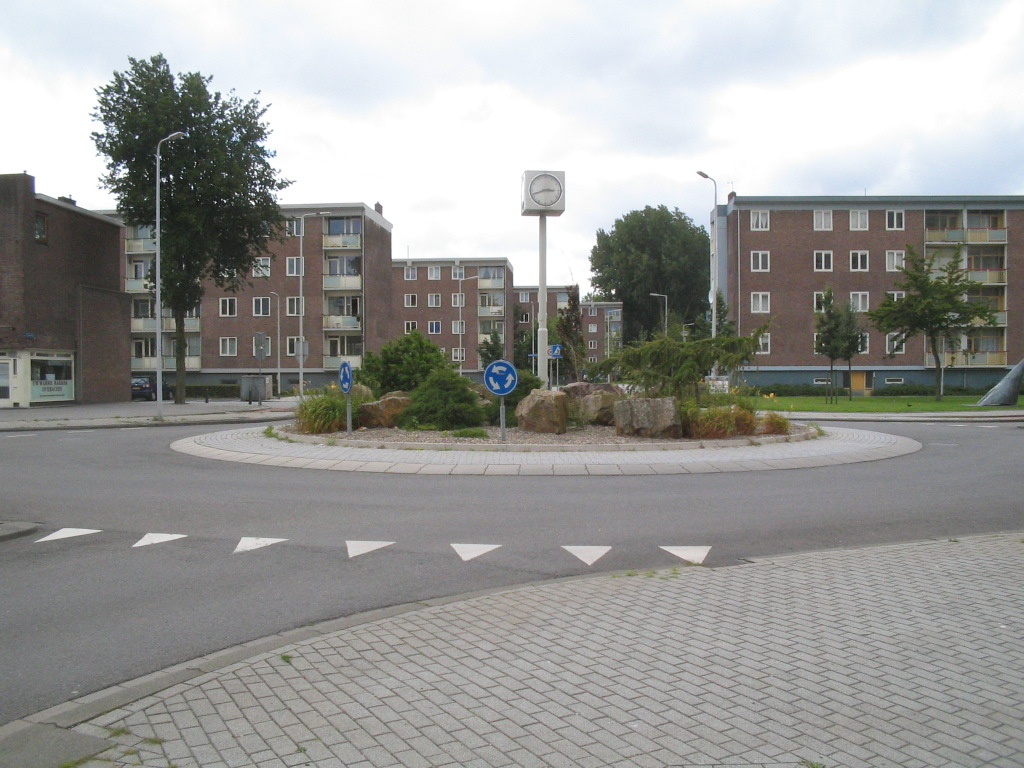
Minirotonde in Overschie

Een minirotonde is de eenvoudigste en goedkoopste uitvoering van een rotonde.

## Kenmerken
Een minirotonde bestaat uit slechts één rijstrook, al dan niet met vrijliggend fietspad. In het midden is een lichte verhoging aangebracht. De term 'mini' slaat op de diameter van de buitenstraal die duidelijk minder moet zijn dan de (standaard) 18 meter. Er zijn zelfs mini-rotondes 'aangelegd' door slechts het aanbrengen van een witte stip met een diameter van ongeveer 1 meter.
Doorgaans hebben verkeersdeelnemers die al op de rotonde zijn altijd voorrang op degenen die de rotonde op willen rijden; zij moeten ook zelf aangeven wanneer zij de rotonde weer gaan verlaten. Hoe beter en tijdiger verkeersdeelnemers richting aangeven, hoe beter anderen daarop kunnen anticiperen, hetgeen de veiligheid en doorstroming bevordert.

### Veiligheid
Rotondes zijn veel veiliger dan kruispunten met verkeerslichten: het totaal aantal ongelukken is ongeveer 50% lager en het aantal doden en gewonden is 75% lager volgens een Nederlands onderzoek. Uit een onderzoek van de University of Wisconsin-Madison uit 2013 bleek dat, op 30 nieuwe minirotondes die voorheen kruispunten met verkeerslichten waren, het aantal ongevallen waarbij automobilisten gewond raakten of om het leven kwamen in 6 jaar tijd met ongeveer 38% afnam ten opzichte van daarvoor; het totaal aantal ongevallen was wel met 12% toegenomen (voornamelijk blikschade), waarschijnlijk omdat de automobilisten nog even moesten wennen aan hoe de rotondes werkten. Uit studies van de Insurance Institute for Highway Safety en de Federal Highway Administration bleek dat rotondes over het algemeen leiden tot 37% minder botsingen in het algemeen, 75% minder botsingen met gewonden, 90% minder dodelijke botsingen en 40% minder botsingen met voetgangers. Dit heeft een aantal oorzaken:
- Lage snelheid: Vanwege de vorm moeten automobilisten vaart minderen en kunnen makkelijker remmen om een botsing te voorkomen of de schade ervan te beperken.[1][3]
- Geen race voor het verkeerslicht: Er is geen risico op botsingen tussen mensen die zich veilig wanen wanneer ze door groen rijden en mensen die tegen de regels in – vaak op relatief hoge snelheid om niet meer te hoeven stoppen en wachten tot het volgende groene licht – door rood rijden.[3]
- Eenrichtingsverkeer: Frontale botsingen of T-botsingen (op een hoek van 90 graden) zijn vrijwel uitgesloten omdat alle auto's in dezelfde richting rijden.[1][3]

### Doorstroming en kosten
Bij rotondes hoeven verkeersdeelnemers nooit onnodig te stoppen voor een rood licht, maar moeten wel zelf beter opletten op andere verkeersdeelnemers en beslissingen nemen in plaats van dat de verkeerslichten aangeven wie er mag oversteken. Uit studies van de Kansas State University en Insurance Institute for Highway Safety blijkt dat rotondes vertragingen 20% tot 89% doen afnemen en dat voertuigen 56% minder vaak hoeven te stoppen.
Rotondes zijn ook goedkoper in onderhoud omdat er geen verkeerslichten hoeven te branden. Het aanleggen van een rotonde of kruispunt met verkeerslichten is ongeveer even duur, maar het gebruik en onderhoud van verkeerslichten kan 5.000 tot 10.000 Amerikaanse dollar per jaar kosten. Bovendien werken rotondes ook als er een stroomuitval is en verkeerslichten niet. Rotondes nemen vaak iets meer ruimte in op de kruising zelf, maar hebben geen voorsorteervakken nodig en verbruiken dus in totaal minder ruimte.

## Geschiedenis
De minirotonde is begin 20e eeuw uitgevonden in Engeland (waar het een roundabout werd genoemd) en werd daar gemeengoed in de jaren 1960. Vervolgens waaide zij over naar Frankrijk en Noorwegen in de jaren 1970 en begin jaren 1980 werd (mini)rotondes ook ingevoerd in Nederland, waar de aanleg in de jaren 1990 in een stroomversnelling raakte. De introductie begon in Noord- en Oost-Nederland omdat men aanvankelijk vreesde dat ze de verkeersdrukte in de Randstad niet aankonden, maar toen bleek dat de capaciteit van minirotondes zelfs hoger was dan kruispunten met verkeerslichten, werden ze ook massaal in West-Nederland aangelegd. Anno 2001 waren er ongeveer 1500 tot 1800 rotondes in Nederland, waarvan meer dan de helft in de bebouwde kom.